# Topo Wresniwiro
Raden Topo Wresniwiro (n. Indonesia) es un actor de cine británico, conocido por sus participaciones en las cintas Star Wars: Episodio VII - El despertar de la Fuerza (2015), Doctor Strange (2016), Maleficent: Mistress of Evil (2019) y Doctor Strange en el multiverso de la locura (2022).

## Biografía
Nacido en Indonesia, se crio en Londres desde su juventud. Fue profesor universitario durante 19 años y se inició como actor en pequeños papeles para la televisión cómo The Mystery of Edwin Drood (BBC, 2012) como un hombre oriental, para posteriormente aparecer en 47 Ronin (2014) como un consejero espiritual. El rol parteaguas de su carrera sería como el Maestro Hamir en la cinta de Marvel Studios, Doctor Strange (2016) y cuyo personaje vuelve en Doctor Strange en el multiverso de la locura (2022). También ha sido modelo para fotografías de la empresa Getty Images.

## Filmografía
- 47 Ronin (2014) como Samurái.
- Star Wars: Episodio VII - El despertar de la Fuerza (2015) como Ubert Quarill.
- Doctor Strange (2016) como Maestro Hamir.
- Maleficent: Mistress of Evil (2019) como Maestro espiritual.
- Doctor Strange en el multiverso de la locura (2022) como Maestro Hamir.